# Йосип (бек-мелех)
Йосип I (*д/н — бл. 965) — 14-й повновладний бек-мелех Хозарської держави у 940—965 роках.

## Життєпис
Походив з династії Буланідів. Син бек-мелеха Аарона II. Почав правити, за різними версіями, близько 940 або близько 950 року. Можливо у 940 році став співправителем батька з якоїсь причини (зокрема, хвороби). У 943 році вимушений був пропустити війська Київського князя Ігоря до Каспійського моря, звідти той атакував Арран. Можливо, намагався протистояти Ігорю під час повернення того до Києва, але зазнав невдачі. В цей момент, за однією з версій, помер Аарон II. Підбурив князя Ігоря виступити проти Візантії.
У 944 році виступив проти Ігоря який знову рушив до Хозарії. В союзі з огузами, аланами та волзькими булгарами завдав тому поразки, змусивши відступити. Відтоді Йосип досить впевнено почувався у регіоні. Навіть робив спроби підкорити Дербент які, однак, зазнали невдачі. Проте все ж зумів захопити у царства Сарір Прикаспійську рівнину і сусідні передгір'я, через що зіпсував відносини з вірним союзником проти мусульманських держав Кавказу. Також відновив владу над Керченським півостровом та Боспором, отримавши контроль над вигідним торговельним шляхом. Разом з тим надавав допомогу суннітським державам Кавказу та Північної Персії з метою послабити наступ шиїтів-Буїдів проти Багдадаського халіфату, але марно.
Водночас намагався встановити дружні відносини з юдейськими громадами, яких запрошував до Хозарії, розраховуючи на їхню економічну допомогу, розпочав листування зі впливовим сановником Кордовського халіфату Хасдаєм ібн Шапрутом.
Період з 950 до 965 року став часом нового піднесення Хозарського каганату. На початку 950-х років тимчасово замирився з Візантією, але в цей ж час безуспішно намагався зіштовхнути останню з Київською Руссю. Окремі слов'янські загони постійно здійснюють напади на хозарські володіння біля Сіверського Донцу. Тому в Саркелі бек-мелех розташував потужну залогу для оперативного наступу.
У 964 році з невідомих причин проти Йосипа I виступив київський князь Святослав Ігорович (можливо, підбурюваний Візантією). Останнього підтримали давні вороги хозар — печеніги. Святослав вирушив з Києва на Північний Схід, через землю в'ятичів, останнього слов'янського племені, що перебувало на той час під владою каганату, і змусив їх платити данину Русі. Вже наступного, 965 року Святослав виступив проти хозар. У битві біля Саркелу хозарське військо очолював сам бек-мелех Йосип (його часто називають також каганом), але був розбитий русами і, ймовірно, загинув. У результаті в Хозарії почалася боротьба за владу. Цим скористався київський князь, і 966 року захопив та спустошив Ітиль, Семендер, а на зворотньому шляху — Самкерц. Після смерті Йосипа у 965 році новим бек-мелехом став його син чи онук, Давид.